# Gasolina
《Gasolina》는 대디 양키(Daddy Yankee)와 에디 디(Eddie Dee)가 작곡한 레게톤 노래이다. 대디 양키의 2004년 앨범 Barrio Fino에 수록됐다. 글로리(Glory)가 "dame más gasolina"라는 부분을 피쳐링했다. 이 노래는 2004년 후반 큰 성공을 거두었으며, 주요 차트들에서 10위 안에 들었다. 싱글 "Gasolina"는 2005년 라틴 그래미 상에서 올해의 레코드로 선정되기도 했다.